# (1276) Ucclia
(1276) Ucclia és un asteroide que forma part del cinturó d'asteroides i va ser descobert el 24 de gener de 1933 per Eugène Joseph Delporte des del Reial Observatori de Bèlgica, a Uccle.
Inicialment va ser designat com 1933 BA. Més tard es va nomenar per la ciutat belga d'Uccle, seu de l'observatori des del qual es va descobrir.
Ucclia orbita a una distància mitjana de 3,179 ua del Sol, podent allunyar-se'n fins a 3,48 ua. Té una excentricitat de 0,09473 i una inclinació orbital de 23,28°. Empra 2070 dies a completar una òrbita al voltant del Sol.